# Giacomo Meyerbeer
Giacomo Meyerbeer, ursprungligen Jakob Liebmann Beer, född 5 september 1791 nära Vogelsdorf öster om Berlin, död 2 maj 1864 i Paris, var en tysk-fransk tonsättare och pianist.

## Biografi

### Ungdomstiden
Han växte upp i ett rikt judiskt hem som var samlingspunkt för Berlins kulturelit: hans mor, Amalie Beer, höll en salong. Redan som 11-åring uppträdde han som pianist i Berlin, och 1810 kom han till Darmstadt där han studerade för Georg Joseph Vogler tillsammans med Carl Maria von Weber.

### Studier och Italien
Hans andra opera Jephtas Gelübde 1812 blev ett fiasko, och efter det åkte han till Wien. På inrådan av Salieri åkte Meyerbeer till Italien och stannade i nio år för att studera rösten och där skrev han sex operor i Rossinis stil: Romilda e Constanze 1817, Semiramide riconosciuta 1819, Emma di Resburgo 1819, Margherita d'Anjou 1820, L'esule di Granata 1821 och Il crociato in Egitto 1824. Den sista operan komponerades i Italien och blev en internationell succé och han blev känd även utomlands.

### Paris
Den sistnämnda operan gjorde lycka i Paris, och Meyerbeer bestämde sig för att åka dit för att han trodde sig kunna nå sina största mål där. Nu hade han turen att komma i kontakt med den inflytelserike Eugène Scribe som skulle skriva alla resterande libretton åt honom utom ett.
Deras första arbete tillsammans blev Robert le Diable som anses vara det första exemplet på grand opera (det vill säga en operatyp i fem akter, oftast med historisk handling) och det blev en formidabel succé utan motstycke som etablerade Meyerbeer på operahimlen för resten av livet.
Deras arbete fortsatte, och 1836 kom deras nästa verk Les huguenots som är Meyerbeers mästerverk och det bästa exemplet på fransk grand opera. De tog redan itu med nästa arbete, Le Prophète, (Profeten), men det dröjde många år innan den uppfördes. Dessförinnan kom man med ett annat kontrakt, L'africaine, (Afrikanskan), men även denna opera körde fast eftersom titelinnehaverskan förlorade rösten. Innan dess hade Meyerbeer dessutom utsetts till efterträdare till Spontini i Berlin som generalmusikdirektör, där han uppförde Ein Feldlager in Schlesien 1844 med Jenny Lind i huvudrollen.

### De sista succéerna
P.g.a intriger begärde han avsked och återvände till Paris där han fortsatte att arbeta på Le Prophète som visserligen var färdig men han fick ändra den då uppsättningen av sångare medförde att han lade tonvikten hos sopranpartiet. 1849 hade Profeten premiär och det blev en stor succé som tidigare.
1854 hade hans "nya" Opéra-Comique L'Étoile du Nord premiär. Den var en omarbetning av hans tidigare verk med balett och musik från Ein Feldlager in Schlesien.
1859 hade han premiär på en ny Opéra-Comique, Dinorah med text av Jules Barbier. Han arbetade alltjämt med L'Africaine, men det gick långsamt och 1861 avled Scribe. Projektet hotades, men 1864 avslutades arbetet, 27 år efter att kontraktet skrevs. Själv fick Meyerbeer aldrig se sin Afrikanska uppföras; han dog en månad efter att partituret blev färdigt. 1865 hade verket premiär som ett minne över den som hade skapat begreppet Grand Opera mer än någon annan.
Ett tidigt verk var kantaten Gli amori di Teolinda för sopran, klarinett, kör och orkester. Vidare komponerade Meyerbeer uvertyrer, marscher, fackeldanser och sånger.
Den tidige Wagner fick mycket hjälp av Meyerbeer med ett stipendium och försökte sätta upp sin Rienzi på Parisoperan, den sattes i stället upp i Dresden. I början hyste Wagner stor beundran för Meyerbeer men den kom med tiden att övergå till avsky och hat mot kompositören och personen Meyerbeer, vilket till stor del berodde på att Meyerbeer var jude.

## Verk
- Jephtas Gelübde - Jeftas löfte (1812)
- Die beiden Kalifen - De båda kaliferna (1813)
- Das Brandenburger Tor - Brandenburger Tor (1814)
- Romilda e Constanze - Romilda och Constanze (1817)
- Semiramide riconosciuta - Den återfunna Semiramide (1819)
- Emma di Resburgo - Emma av Roxburgh (1819)
- Margherita d'Anjou - Margherita av Anjou (1820)
- L'esule di Granata - Exilen från Granada (1822)
- Il crociato in Egitto - Korsfararen i Egypten (1824)
- Robert le Diable - Robert av Normandie (1831)
- Les Huguenots - Hugenotterna (1836)
- Ein Feldlager in Schlesien - Ett fältläger i Schlesien (1844)
- Le Prophète - Profeten (1849)
- L'Étoile du Nord - Nordens stjärna (1854)
- Dinorah ou Le Pardon de Ploërmel - Dinorah eller Avlatsfesten i Ploërmel (1859)
- L'Africaine - Afrikanskan (1865)